# Asbest (stad)

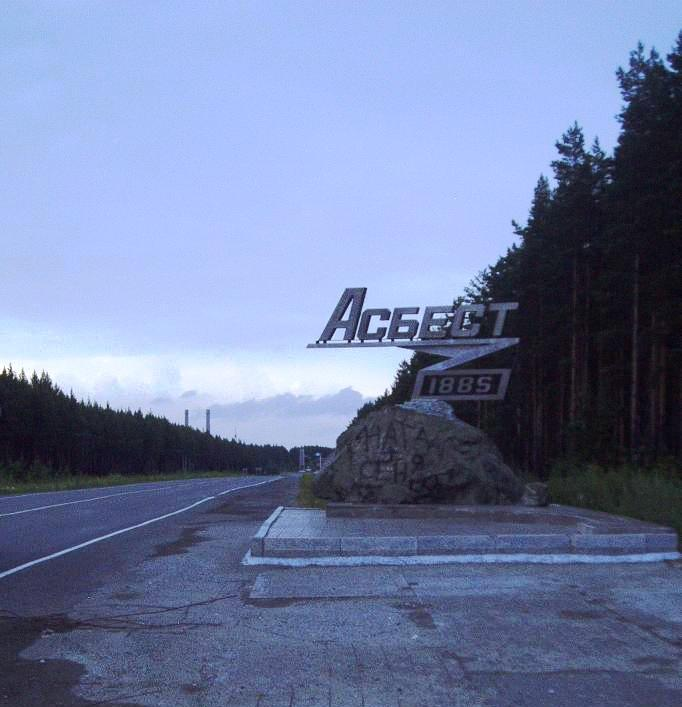
Infart till Asbest.

Asbest (ryska: Асбе́ст) är en stad i Sverdlovsk oblast i Ryssland och är belägen på Uralbergens östsida vid floden Bolsjoj Reft (en biflod till Pysjma), ungefär 70 kilometer nordost om Jekaterinburg. Folkmängden uppgick till 66 108 invånare i början av 2015, med totalt 68 451 invånare inklusive landsbygd under stadens administration. Tidigare administrerade Asbest även några närliggande orter, som exempelvis Malysjeva och Reftinskij, men dessa är numera separata enheter. Staden grundades 1889 som Kudulka, vilket ändrades år 1933 till det nuvarande namnet på grund av den stora asbestindustri som växt fram i staden. Andra näringar är fågeluppfödning samt produktion av tegel, porslin, möbler och armerad betong.